# Ahkal Mo' Naab' I

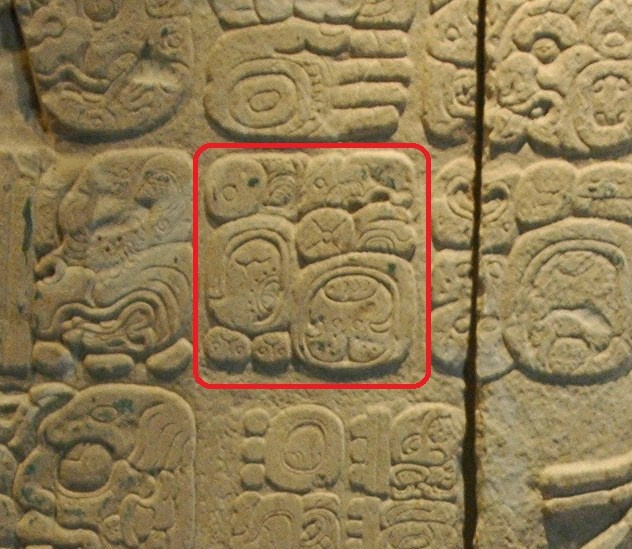
Glifo de Ahkal Mo' Naab I en el tablero del Templo XVII.

Ahkal Mo' Naab' I o Ahku'l Mo' Naahb' I (5 de julio de 465 - 29 de noviembre de 524) fue un ahau de la ciudad estado maya de Palenque. Es también referido como Chaacal I o Akul Anab I. La traducción o interpretación de su nombre ha sido propuesta como Turtle Macaw Lake o Lago de la Tortuga Guacamaya.

## Registros biográficos
Nació el 9.1.10.0.0 5 ajau 3 tzec de la cuenta larga del calendario maya, es decir, el 5 de julio de 465. Fue entronizado el 9.3.6.7.17 5 kaban 0 zotz (3 o 5 de junio de 501) y gobernó hasta su muerte, la cual ocurrió el 9.4.10.4.17 5 kaban 5 mak (29 de noviembre de 524). Ahkal Mo' Naab' I fue el primer gobernante de Palenque cuyas fechas exactas de nacimiento, entronización y muerte fueron verificadas. 
Posiblemente era el hermano menor de su predecesor inmediato, B'utz Aj Sak Chiik, con quien es mencionado en el tablero del Templo XVII. Por razones desconocidas Ahkal Mo' Naab' I es referido varias veces en los informes oficiales que dejó Pakal “el Grande”, quien gobernó Palenque un siglo después, por lo que se cree que lo consideró una figura histórica muy importante. Parte de la historia y nombre de Ahkal Mo' Naab' I se encuentra descrita en el sarcófago de Pakal y en el tablero del Templo de la Cruz. 
Debido a la evidencia encontrada en el sitio arqueológico de Tortuguero, se cree que Ahkal Mo' Naab' I extendió el poderío del señorío de Palenque —conocido por los mayas como B'aakal (Lugar del Hueso)— hacia las zonas del actual estado de Tabasco en el año 510, estableciéndose ahí una rama de la dinastía de la ciudad de Palenque —la cual era llamada por los mayas Lakam Ha' (Lugar de las Grandes Aguas). El retrato de Ahkal Mo' Naab' I se encuentra representado iconográficamente en la cara oriental del sarcófago de Pakal “el Grande”, se le identifica por una guacamaya en el tocado de su cabeza.